# Mongo (album)
Mongo è un album di Mongo Santamaría, pubblicato dalla Fantasy Records nel 1959. Il disco fu registrato nel maggio del 1959.
Nel 1972 uscì un doppio LP, Afro Roots, che conteneva sia Mongo (1959) che Yambu (1958).

## Tracce
Lato A
1. Afro Blue – 3:55 (Mongo Santamaría)
2. Che-Que-Re-Que-Che-Que – 1:43 (Armando Peraza)
3. Rezo – 2:10 (Mongo Santamaría)
4. Ayenye – 2:38 (Francisco Aguabella)
5. Onyaye – 3:26 (Francisco Aguabella)
6. Bata – 2:27 (Mongo Santamaría)
7. Meta Rumba – 3:30 (Mongo Santamaría)

Lato B
1. Chano Pozo – 2:36 (Mongo Santamaría)
2. Conguitos – 2:10 (Francisco Aguabella)
3. Monte Adentro – 3:30 (Mongo Santamaría)
4. Imarlbayo – 2:00 (Mongo Santamaría)
5. Mazacote – 10:33 (Mongo Santamaría)

## Musicisti
Mongo Santamaría And His Band
- Mongo Santamaría - congas, bongos, percussioni
- Armando Peraza - congas, bongos, percussioni
- Francisco Aguabella - congas, percussioni
- Modesto Duran - congas, percussioni
- Carlos Vidal - congas, percussioni
- Willie Bobo - timbales
- Paul Horn - flauto
- Emil Richards - vibrafono
- Al McKibbon - contrabbasso
- Juan Cheda - percussioni, voce
- Jerry Rivera - percussioni, voce
- José Gamboa - tres, percussioni, voce